# Lední hokej na Týdnu zimních sportů 1940
Hokejový turnaj v rámci Týdne zimních sportů se konal od 1. do 4. února Garmisch-Partenkirchenu Německu. Turnaje se zúčastnilo šest mužstev, rozdělených do dvou tříčlenných skupin. Vítězové skupin hráli finále. Turnaj vyhráli hokejisté Protektorátu Čechy a Morava.

## Výsledky a tabulky

### Skupina A
|    |                     | PČM  | ITA | SVK  | V | R | P | Skóre | B |
| 1. | Protektorát Č. a M. | ***  | 5:0 | 12:0 | 2 | 0 | 0 | 17:0  | 4 |
| 2. | Itálie              | 0:5  | *** | 3:1  | 1 | 0 | 1 | 3:6   | 2 |
| 3. | Slovensko           | 0:12 | 1:3 | ***  | 0 | 0 | 2 | 1:15  | 0 |

 Protektorát Čechy a Morava –  Slovensko	12:0 (5:0, 4:0, 3:0)
1. února 1940 – Ga-Pa

Branky a nahrávky Protektorátu ČaM: 1:0 2. Josef Maleček (Ladislav Troják), 2:0 2. Oldřich Kučera, 11. Jaroslav Drobný (František Pergl), 12. Josef Maleček, 14. Josef Maleček, 24. Jaroslav Drobný, 25. František  Pergl (Viktor Lonsmín), 27.Josef Maleček, 30. Oldřich Kučera, 10:0 Jaroslav Drobný, 11:0 František Pergl, 12:0 Jaroslav Drobný.

Rozhodčí: Franz Kreisel, Walter Leinweber (GER)
PČM: Jiří Hertl – František Pácalt, Vilibald Šťovík, Jan Košek – Ladislav Troják, Josef Maleček, Oldřich Kučera – František Pergl, Jaroslav Drobný, Viktor Lonsmín.
Slovensko: Štefan Fulka – Rudolf Tomášek, Štefan Demko – Karel Šmída, František Javůrek, Martin Štolc – Jan Olejník, Emil Bihary, Anton Luther.
 Itálie –  Slovensko 3:1 (0:0, 1:0, 2:1)
2. února 1940 – Ga-Pa

Branky Itálie: 29., 43. a 45. Dino Innocenti.

Branka Slovenska: 31. Anton Luther.

Rozhodčí: Walter Leinweber, Erich Römer (GER)
Itálie:  Augusto Gerosa - Tino de Mazzeri, Franco Carlassare - Aldo Federici, Luigi Venosta, Arnaldo Fabris - Emilio Mussi, Dino Innocenti, Egidio Bruciamonti. 
Slovensko: František Dibarbora - Štefan Demko, Rudolf Tomášek, Oto Okoličány - Martin Štolc, František Javůrek, Chmel - Anton Luther, Emil Bihary, Jan Olejník. 
 Protektorát Čechy a Morava –  Itálie 	5:0 (1:0, 1:0, 3:0)
3. února 1940 (15:00) – Ga-Pa

Branky a nahrávky Protektorátu ČaM: 9. Vilibald Šťovík (Oldřich Kučera), 18. Josef Maleček (Ladislav Troják), 38. Jaroslav Drobný (František Pergl), 43. Oldřich Kučera, 44. Josef Maleček.

Rozhodčí: Erich Römer, Walter Leinweber (GER)

Vyloučení: 2:2 (využití 0:0)
PČM: Bohumil Modrý – František Pácalt, Vilibald Šťovík, Jan Plocek – Ladislav Troják, Josef Maleček, Oldřich Kučera – František Pergl, Jaroslav Drobný, Viktor Lonsmín.
Itálie: Augusto Gerosa – Tino de Mazzeri, Franco Rossi – Aldo Federici, Luigi Venosta, Arnaldo Fabris - Emilio Mussi, Dino Innocenti, Egidio Bruciamonti. 

### Skupina B
|    |            | HUN  | GER | YUG  | V | R | P | Skóre | B |
| 1. | Maďarsko   | ***  | 3:2 | 10:0 | 2 | 0 | 0 | 13:2  | 4 |
| 2. | Německo    | 2:3  | *** | 9:0  | 1 | 0 | 1 | 11:3  | 2 |
| 3. | Jugoslávie | 0:10 | 0:9 | ***  | 0 | 0 | 2 | 0:19  | 0 |

 Německo –  Jugoslávie 	9:0 (3:0, 3:0, 3:0)
1. února 1940 – Ga-Pa

Branky Německa: 1:0 Alois Kuhn, 12. Herbert Schibukat, 14. Gustav Jänecke, 24. Friedrich Demmer, 26. Gustav Jänecke, 29. Herbert Schibukat, 33. Alois Kuhn, 35. Alois Kuhn, 42. vlastní.

Rozhodčí: Kuderna (PČM), di Rossa (ITA)
Německo:  Wilhelm Egginger - Alois Kuhn, Gustav Jaenecke - Walter Feistritzer, Friedrich Demmer, Max Schneider – Hans Ertl, Rudolf Ball, Herbert Schibukat.
Jugoslávie: Ivan Rihar - Jule Kačič, Ludovik Žitnik - Zvonko Stipetič, Karol Pavletič, Otokar Gregorčić - Pötzl, Jože Gogala, Belak.
 Maďarsko –  Jugoslávie 	10:0 (3:0, 2:0, 5:0)
2. února 1940 – Ga-Pa

Branky Maďarska: 4. Sándor Miklós, 9. Sándor Miklós, 14. Béla Háray, 21. Ferenc Szamosi, 22. Frigyes Hélmeczy, 32. Sándor Miklós, 33. Sándor Miklós, 34. Sándor Miklós, 39. Ferenc Szamosi, 43. Sándor Miklós.

Rozhodčí: Franz Kreisel (GER), Enrico Calcaterra (ITA)
Maďarsko: István Hircsák – Zoltán Jeney, Miklós Barcza, István Hubay-Hruby – András Gergély, Sándor Miklós, Béla Gosztónyi – Frigyes Helméczy, Béla Háray, Ferenc Szamósi.
Jugoslávie: Ivan Rihar - Jule Kačič, Ludovik Žitnik - Zvonko Stipetič, Karol Pavletič, Otokar Gregorčić - Pötzl, Jože Gogala, Belak.
 Maďarsko –  Německo	3:2 (1:1, 1:1, 1:0)
3. února 1940 – Ga-Pa

Branky Maďarska: 11. Sándor Miklós (Béla Gosztónyi), 18. Sándor Miklós (Béla Gosztónyi), 39. András Gergely. 

Branky Německa: 8. Schneider, 27. Gustav Jaenecke.

Rozhodčí: Kuderna (PČM), Enrico Calcaterra (ITA)
Maďarsko: István Hircsák – Zoltán Jeney, Miklós Barcza, István Hubay-Hruby – András Gergély, Sándor Miklós, Béla Gosztónyi – Frigyes Helméczy, Béla Háray, Ferenc Szamósi.
Německo: Alfred Hoffmann – Gustav Jaenecke, Rudolf Tobien – Walter Feistritzer, Friedrich Demmer, Schneider – Hans Ertl, Rudolf Ball, Herbert Schibukat.

### Finále
Protektorát Čechy a Morava –  Maďarsko 6:0 (3:0, 1:0, 2:0)
4. února 1940 – Ga-Pa

Branky a nahrávky Protektorátu ČaM: 8. Jaroslav Drobný, 9. Oldřich Kučera (Josef Maleček), 15. Pácalt (Josef Maleček), 21. František Pergl, 33. Oldřich Kučera (Josef Maleček), 42. Viktor Lonsmín.

Rozhodčí: Erich Römer, Walter Leinweber (GER)

Vyloučení: 2:2
PČM: Jiří Hertl – František Pácalt, Vilibald Šťovík – Ladislav Troják, Josef Maleček, Oldřich Kučera – František Pergl, Jaroslav Drobný, Viktor Lonsmín.
Maďarsko: István Hircsák – Zoltán Jeney, Miklós Barcza (István Hubay-Hruby) – András Gergély, Sándor Miklós, Béla Gosztónyi – Frigyes Helméczy, Béla Háray, Ferenc Szamósi.

## Soupisky

### Soupiska Protektorátu Čechy a Morava
1.   Protektorát Čechy a Morava

Brankáři: Bohumil Modrý, Jiří Hertl.

Obránci: František Pácalt, Vilibald Šťovík, Jan Plocek.

Útočníci: Ladislav Troják, Josef Maleček, Oldřich Kučera, František Pergl, Jaroslav Drobný, Viktor Lonsmín.

### Soupiska Maďarska
2.  Maďarsko

Brankáři: István Hircsák.

Obránci: Miklós Barcza, István Hubay-Hruby, Zoltán Jeney.

Útočníci: András Gergély, Sándor Miklós, Béla Gosztónyi, Frigyes Helméczy, Béla Háray, Ferenc Szamósi.

### Soupiska Německa
3.  Německo

Brankáři: Alfred Hoffmann, Wilhelm Egginger.

Obránci:  Gustav Jaenecke, Rudolf Tobien, Alois Kuhn.

Útočníci: Walter Feistritzer, Friedrich Demmer, Schneider, Hans Ertl, Rudolf Ball, Herbert Schibukat, Walter Schmiedinger, von Massenbach.

### Soupiska Itálie
4.  Itálie

Brankáři: Augusto Gerosa.

Obránci: Tino de Mazzeri, Franco Rossi, Franco Carlassare.

Útočníci: Aldo Federici, Luigi Venosta, Arnaldo Fabris, Emilio Mussi, Dino Innocenti, Egidio Bruciamonti, Luigi Bestagini, Gian Antonio Zopegni.

### Soupiska Slovensko
5.  Slovenska

Brankáři: František Dibarbora, Štefan Fulka.

Obránci: Štefan Demko, Rudolf Tomášek, Oto Okoličány

Útočníci: Martin Štolc, František Javůrek, Karel Šmída, Viliam Chmel, Anton Luther, Emil Bihary, Jan Olejník.
Ivan Chodák, Ladislav Srnka, Vladimír Bartošek.

### Soupiska Jugoslávie
6.  Jugoslávie

Brankáři: Ivan Rihar.

Obránci: Jule Kačič, Ludovik Žitnik. 

Útočníci: Zvonko Stipetič, Karol Pavletič, Otokar Gregorčić, Oliver Pötzl, Jože Gogala, Franc Belak.